# Bellevalia longipes
Bellevalia longipes är en sparrisväxtart som beskrevs av George Edward Post. Bellevalia longipes ingår i släktet Bellevalia och familjen sparrisväxter. Inga underarter finns listade i Catalogue of Life.

## Bildgalleri

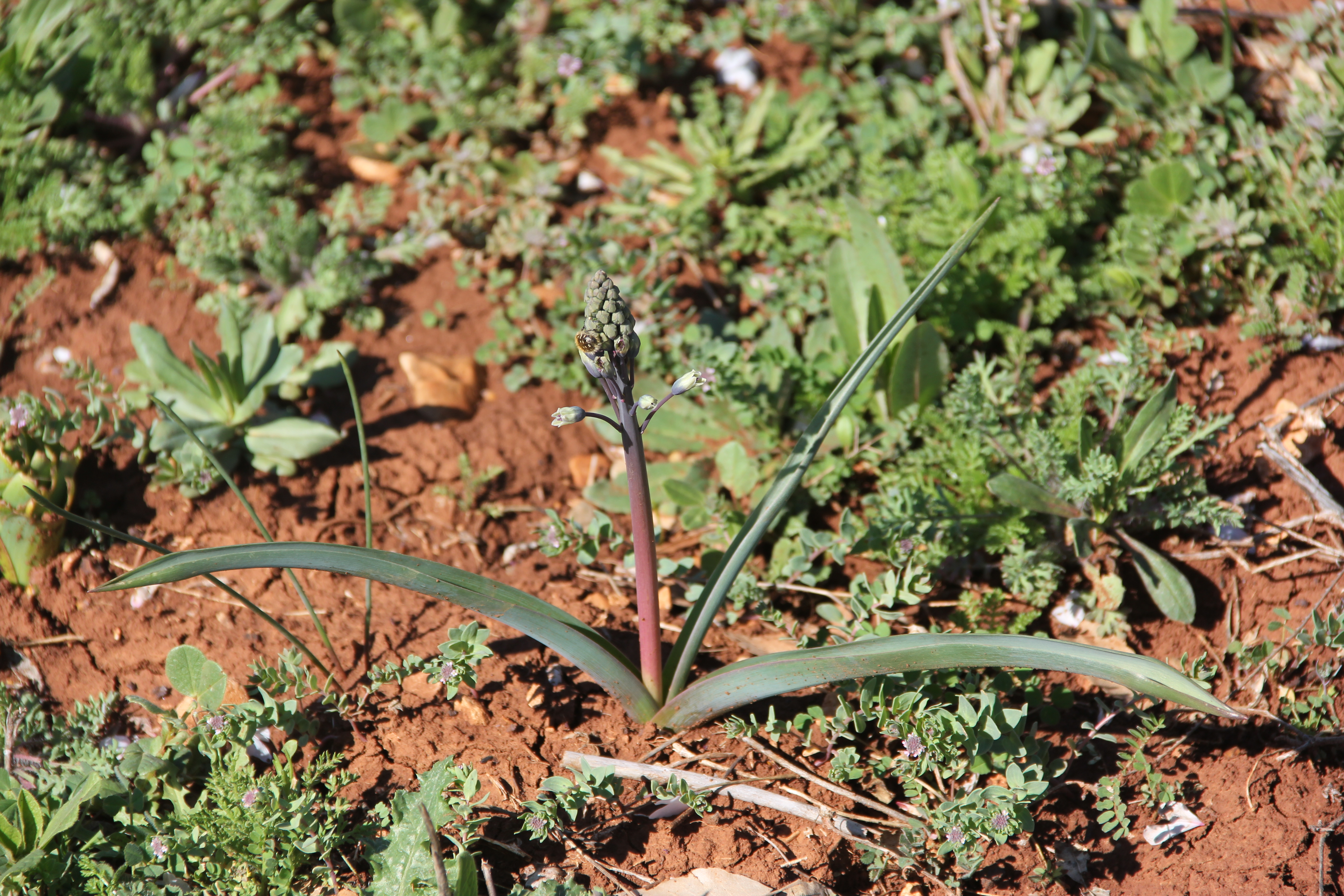